# Neon Lights
Neon Lights («Неоновые огни») — третий сингл из четвёртого сольного альбома «Demi» американской певицы и актрисы Деми Ловато. Изначально певица объявила о концертном туре под названием «Neon Lights Tour», а вскоре и о выходе сингла. Релиз сингла состоялся в ноябре 2013 года. В поддержку сингла был также выпущен мини-альбом ремиксов.

## Создатели
- Авторы песни — Mario Marchetti, Tiffany Vartanyan, Ryan Tedder, Noel Zancanella, Demi Lovato
- Продюсирование — Ryan Tedder, Noel Zancanella

## Релиз
27 сентября 2013 года в фейсбуке Деми Ловато было опубликовано видео со словами «Neon Lights», сформированными из неоновых огней, а в конце сказано: «Воскресенье, 6 вечера». В следующее воскресенье было объявлено о проведении тура Neon Lights Tour и названы даты концертов.
Релиз сингла состоялся в 19 ноября 2013 года. Клип выпущен 21 ноября 2013 года и в первую же неделю побил личный рекорд певицы.

## Список композиций
Цифровая загрузка
| №  | Название      | Длительность |
| -- | ------------- | ------------ |
| 1. | «Neon Lights» | 3:53         |

Мини-альбом ремиксов (EP)
| №  | Название                                             | Длительность |
| -- | ---------------------------------------------------- | ------------ |
| 1. | «Neon Lights» (Radio Version)                        | 3:38         |
| 2. | «Neon Lights» (Betty Who Remix)                      | 3:24         |
| 3. | «Neon Lights» (Cole Plante with Myon Shane 54 Remix) | 6:10         |
| 4. | «Neon Lights» (Jump Smokers Remix)                   | 4:14         |
| 5. | «Neon Lights» (Belanger Remix)                       | 5:17         |
| 6. | «Neon Lights» (Tracy Young Remix)                    | 7:35         |